# Chiesa dei Santi Euno e Giuliano

Interno.

La chiesa dei Santi Euno e Giuliano è una chiesa di Palermo, collocata lungo il lato est del piazzale attorno al complesso della Magione.

## Storia
La sua costruzione fu voluta nella seconda metà del XVII secolo dalla Confraternita dei Seggettieri o "Vastasi di cinga" o portantini, ossia i costruttori o conduttori di portantine. I lavori iniziarono nel 1651 e terminarono nel 1658. Con l'evolversi dei mezzi di trasporto, gli artigiani che ne garantivano la sussistenza scomparvero progressivamente e la chiesa titolare cadde in rovina, fino a soffrire per i bombardamenti di Palermo della seconda guerra mondiale.
Arrivata ai primi anni 2000 in stato di totale abbandono, priva del tetto e delle volte e ormai spogliata di ogni elemento artistico, nel 2006 hanno inizio i lavori di recupero finanziati dal Comune, che terminano nel 2017 con la riapertura al pubblico dell'edificio. L'inaugurazione viene accompagnata da un'installazione dell'artista egiziano Wael Shawky.

## Esterno

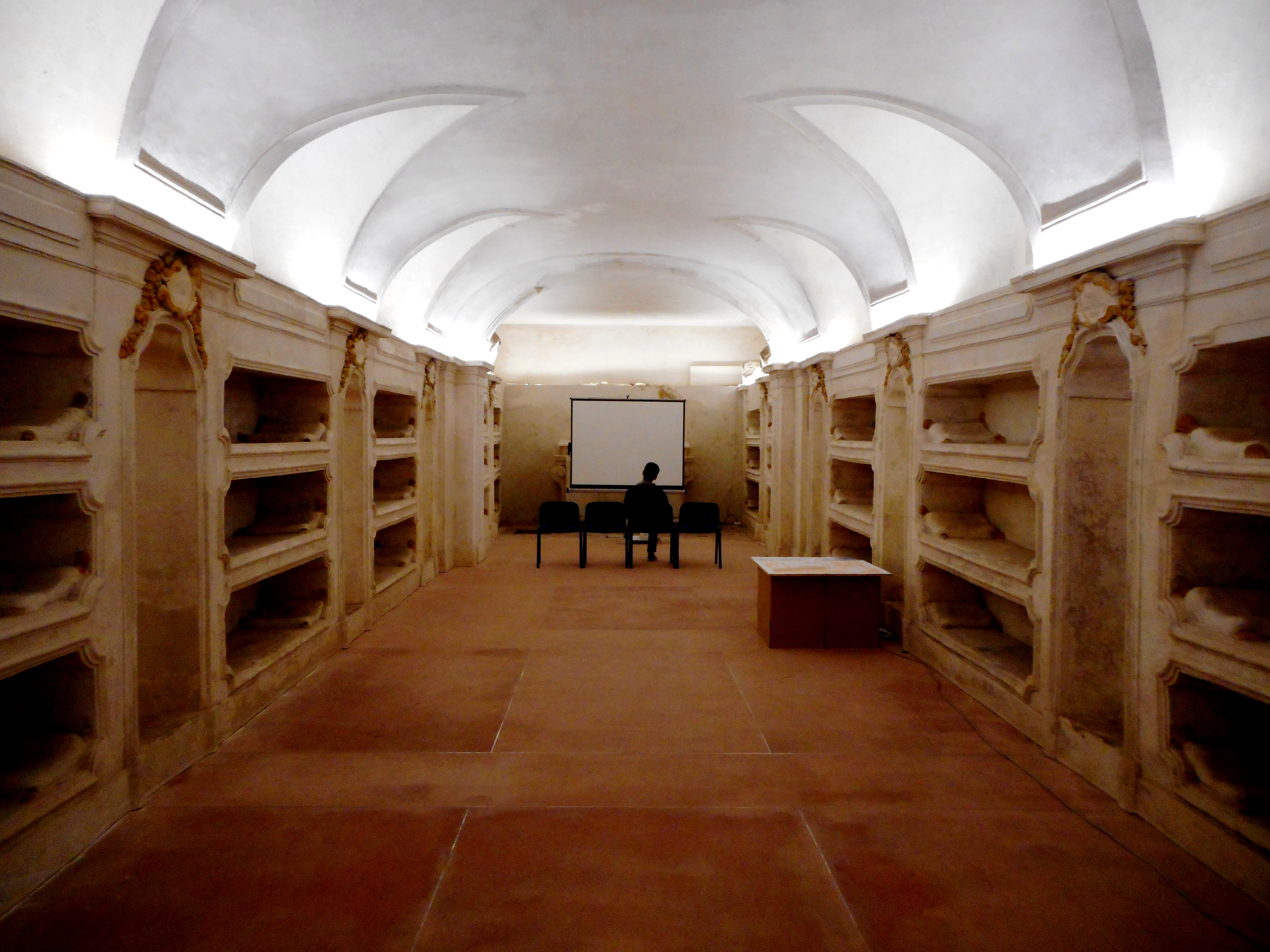
Santi Euno e Giuliano - Cripta.

La facciata, di piena concezione barocca, è di dimensioni contenute ed è quasi interamente occupata dal portale d'ingresso, sopra il quale si apre un oculo rettangolare. I lati della facciata sono profilati da un semplice ordine architettonico che regge un complesso fastigio superiore in pietra, un arco ornato forse concepito in origine come campanile a vela o come nicchia.
La loggetta campanaria, oggi tamponata, è decorata da volute e cippi recanti i simboli del martirio dei santi titolari. 

## Interno
All'interno, l'aula è costituita da una navata unica di gusto barocco decorata con stucchi bianchi e dorati, due soli altari laterali dedicati al Crocifisso e alla Madonna del Rosario. All'altare maggiore vi si trovava forse una pala raffigurante i santi titolari, opera del pittore Carlo d'Anselmo.

## Cripta
Sotto la navata si estende una cripta pure barocca, definita come un grande ambiente ipogeo largo come la chiesa soprastante ma più lungo, sporgente di oltre sei metri sotto la piazza al di sotto di dell'antico sagrato. Alle pareti si trovano nicchie verticali e loculi ornati disposti su tre ordini, destinati a ospitare le salme dei defunti. Il restauro del 2006-2017 ha portato alla scoperta di un secondo ambiente ipogeo, posto sotto la cripta, presentatosi pieno di ossa miste a fango. Una volta svuotato, si è rivelato essere un essiccatoio multiplo con un sistema di raccolta e smaltimento dei percolati.

### Confraternita dei Seggettieri
- Confraternita dei Seggettieri o "Vastasi di cinga", i portantini che, secondo usanza in voga tra il XIII ed il XVIII secolo, trasportavano i passeggeri su seggiole provviste di aste e talvolta chiuse e coperte da baldacchini. Le "Sedie volanti", cosiddette, è un'attività scomparsa con l'avvento dei nuovi mezzi di trasporto.